# Royal College Colombo

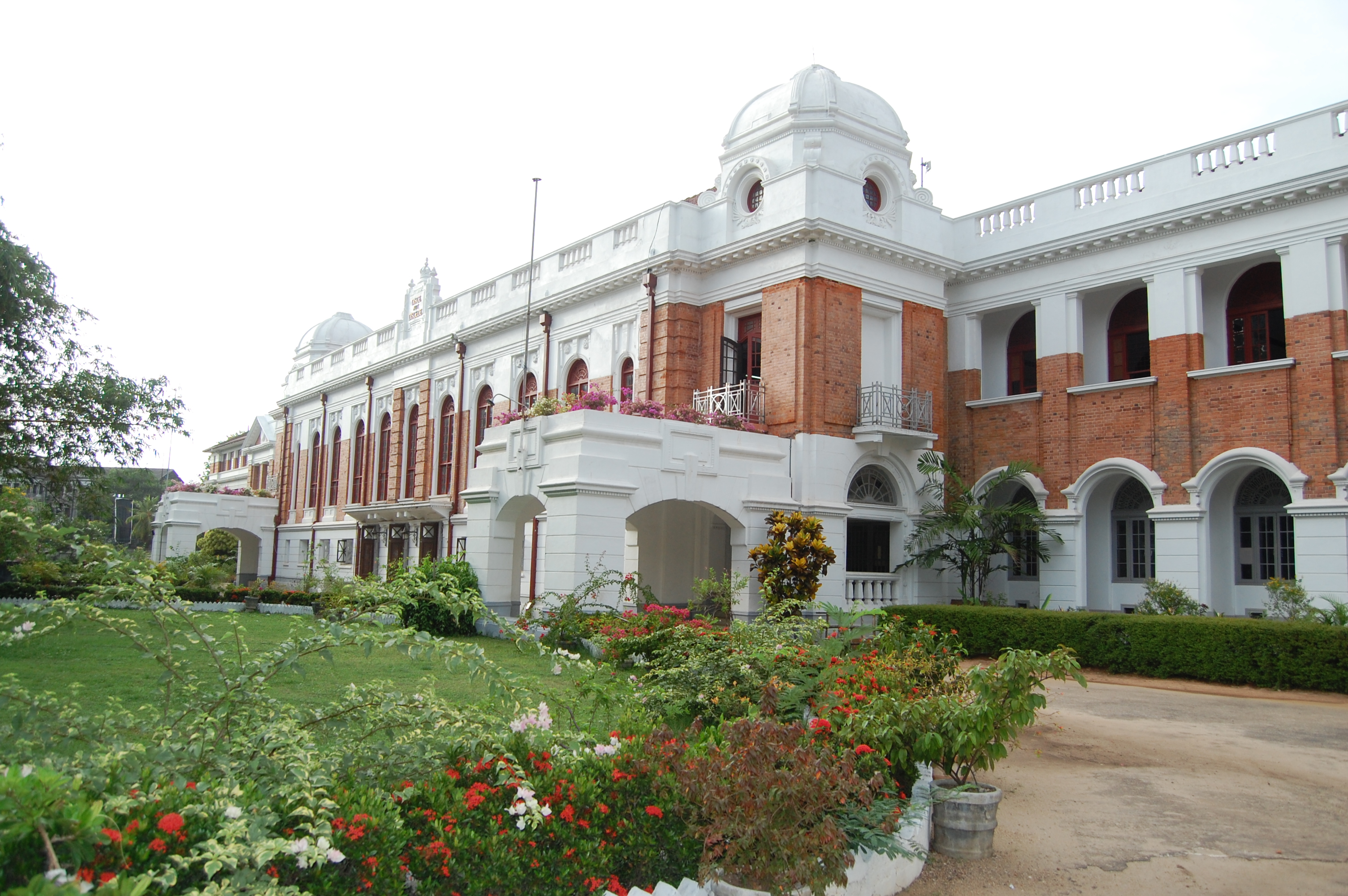
Huvudbyggnaden.

Royal College är en skola i Colombo i Sri Lanka grundad i januari 1835.
Skolans motto är Disce aut Discede ("lär eller lämna/gå iväg").

## Rektorer
- J.F. Haslam (1839–1840)
- Rev. Dr. Barcroft Boake (1842–1870)
- George Todd (1871–1878)
- J.B.Cull (1878–1890)
- J.H. Marsh (Jnr) (1890–1892)
- J.H. Harward (1892–1902)
- C. Hartly (1903–1919)
- H.L. Reed (1920–1932)
- L.H.W. Sampson (1932–1938)
- E.L. Bradby (1939–1945)
- J.C.A. Corea (1946–1953, den första srilankesiska rektorn)
- D.K.G. de Silva (1954–1966)
- B.G. Premaratne (1967–1971)
- D.G. Welikala (1971–1972)
- D.J.N. Seneviratne (1972)
- L.D.H. Peiris (1972–1980)
- C.T.M. Fernando (1981–1986)
- B Suriyaarachchi (1986–1994)
- S.H. Kumarasinghe (1994–1997)
- H.L.B Gomes (1997–2003)
- Upali Gunasekara (2003–2016)